# Wilkowice (gromada w powiecie leszczyńskim)
Wilkowice – dawna gromada, czyli najmniejsza jednostka podziału terytorialnego Polskiej Rzeczypospolitej Ludowej w latach 1954–1972.
Gromady, z gromadzkimi radami narodowymi (GRN) jako organami władzy najniższego stopnia na wsi, funkcjonowały od reformy reorganizującej administrację wiejską przeprowadzonej jesienią 1954 do momentu ich zniesienia z dniem 1 stycznia 1973, tym samym wypierając organizację gminną w latach 1954–1972.
Gromadę Wilkowice z siedzibą GRN w Wilkowicach utworzono – jako jedną z 8759 gromad na obszarze Polski – w powiecie leszczyńskim w woj. poznańskim, na mocy uchwały nr 28/54 WRN w Poznaniu z dnia 5 października 1954. W skład jednostki wszedł obszar dotychczasowej gromady Wilkowice ze zniesionej gminy Lipno oraz obszar dotychczasowej gromady Gronowo i część obszaru dotychczasowej gromady Święciechowa (parcele Nr Nr kat. 456/1, 457/2, 458/2, 459/2, 460/3, 4 i 5 z karty Święciechowa) ze zniesionej gminy Święciechowa w tymże powiecie. Dla gromady ustalono 15 członków gromadzkiej rady narodowej.
1 stycznia 1962 z gromady Wilkowice wyłączono obszar lasów o powierzchni 770,48 ha, włączając go do gromady Lipno w tymże powiecie, po czym gromadę Wilkowice zniesiono, a jej (pozostały) obszar włączono do gromady Zaborowo tamże.